# Robert Goodloe Harper

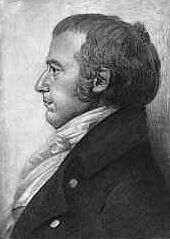
Robert Goodloe Harper

Robert Goodloe Harper, född 1765 nära Fredericksburg, Virginia, död 14 januari 1825 i Baltimore, Maryland, var en amerikansk politiker (federalist). Han var ledamot av USA:s representanthus från South Carolina 1795-1801 och ledamot av USA:s senat från Maryland från januari till december 1816. Han yttrade 1798 frasen Millions for defense, but not one cent for tribute. Han menade med detta att USA hellre satsar pengar på försvaret än betalar tribut åt Frankrike vars utrikesminister Charles Maurice de Talleyrand hade begärt en personlig muta på 50 000 £ (på den tiden 250 000 $) utöver andra finansiella krav som Frankrike ställde i samband med XYZ-affären.
Harper gick i skola i North Carolina och deltog sedan i amerikanska revolutionskriget. Han utexaminerades 1785 från College of New Jersey (numera Princeton University). Han studerade sedan juridik och inledde sin karriär som advokat i South Carolina. Kongressledamoten Alexander Gillon avled 1794 i ämbetet och Harper fyllnadsvaldes 1795 till representanthuset.
Frasen "Millions for defense, but not one cent for tribute" har ofta felaktigt påståtts ha varit Charles Cotesworth Pinckneys svar på Frankrikes krav på tribut. Det officiella amerikanska svaret på de franska agenternas krav lydde "Not an eightpence." Agenterna kallades i offentligheten X, Y och Z, varför affären blev känd som XYZ-affären. Den amerikanska delegationen som gav det nekande svaret bestod av Pinckney, John Marshall och Elbridge Gerry. Orsaken till att Harper sedan yttrade den mera kända frasen var att han i egenskap av ordförande i det mäktiga skattepolitiska utskottet United States House Committee on Ways and Means hade mottagit diplomaternas rapport om hur de hade handskats med företrädarna för Frankrike. Det var Harpers sätt att berömma Pinckney och de andra diplomaterna för att ha försvarat USA:s intressen.
Harper besegrades av demokrat-republikanen William Butler i kongressvalet 1800. Efter valförlusten flyttade han till Maryland. Samuel Smiths mandatperiod i senaten löpte ut i mars 1815 men Marylands lagstiftande församling kunde inte enas om en efterträdare. Butler blev sedan invald i senaten i januari 1816. Han avgick senare samma år och efterträddes av Alexander Contee Hanson.
Harper fick tre elektorsröster från Delaware i valet av vicepresident i samband med presidentvalet i USA 1816. Federalisternas huvudsakliga vicepresidentkandidat i det valet var John Eager Howard. En elektor från Maryland röstade sedan på Harper i valet av vicepresident i samband med presidentvalet i USA 1820. Ämbetsinnehavarna James Monroe och Daniel D. Tompkins hade inga egentliga motkandidater i det exceptionella presidentvalet då USA i praktiken var en enpartistat. Monroes tid som president kallades Era of Good Feelings som betecknade bristen på opposition. I presidentvalet 1820 fanns det en trolös elektor och i vicepresidentvalet fanns det fjorton, av vilka en röstade på Harper trots att ha röstat på Monroe i presidentvalet.